# أرزوم أونان
أرزوم أونان (بالتركية: Arzum Onan)‏ وهي ممثلة وعارضة أزياء سابقة تركية ولدت في يوم 31 أكتوبر 1973 في مدينة أنقرة في تركيا وملكة جمال أوروبا لسنة 1993.

## روابط خارجية
- أرزوم أونان على موقع IMDb (الإنجليزية)
- أرزوم أونان على موقع قاعدة بيانات الفيلم (الإنجليزية)